# Sympetrum hypomelas
Sympetrum hypomelas е вид водно конче от семейство Libellulidae. Видът не е застрашен от изчезване.

## Разпространение
Разпространен е в Бангладеш, Индия (Аруначал Прадеш, Асам, Джаркханд, Западна Бенгалия, Манипур, Мегхалая, Мизорам, Сиким, Утар Прадеш и Химачал Прадеш), Китай (Тибет), Мианмар и Непал.